# كهف هيربست لابيرنت

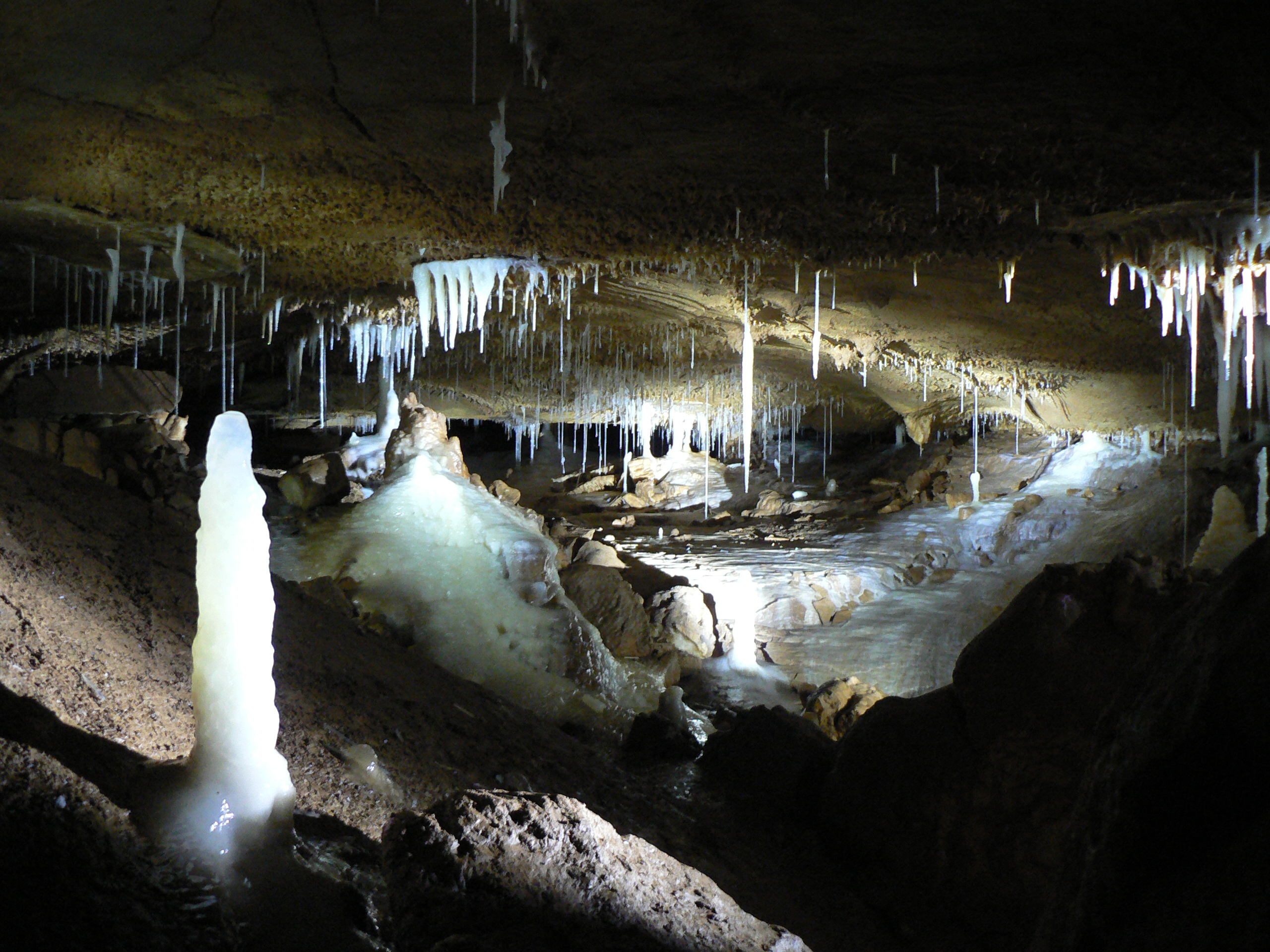

كهف هيربست لابيرنت (بالألمانية: Herbstlabyrinth-Adventhöhle-System) هو كهف جميل بالقرب من مدينة «برايتشايد» في شمال ألمانيا. وهو أحد أكبر الكهوف في ألمانيا حيث يكلق علية تعبير «نظام كهوف هيربست لابيرنت أدفنت هوهله». بلغ طول نظام كهف هيربست لابيرنت نحو 8300 متر في عام 2013 .
, حيث وصل عمق الكهف إلى عمق 82 متر. يتميز الكهف بنوازل وصواعد كهوف بيضاء نقية وشفافة في بعض الأماكن.
لم ينتهِ اكتشاف جميع أجزاء الكهف بالكامل حتى الآن. وافتتح جزء صغير منه للزوار في عام 2009 باسم «كنوبفنهاله» (أي بهو العقد) وهو جزء من محمية طبيعية في ألمانيا.

## الموقع
يقع كهف هربست لابيرنت بين مدينتي «برايتنشايد» و «إيردباخ» في ولاية هسن، وهذا المكان يعتبر ملتقي الثلاثة ولايات هسن ووستفاليا وراينلاند فالز. هناك منطقة جيرية تبلغ مساحتها نحو 2 كيلومتر مربع وهي عارية لا تغطيها طبقات أرضية أخرى.
نشأت تلك المنطقة عن طريق نمو شعب مرجانية من العصر الديفوني.ويستخرج منها حاليا الحجر الجيري.

## اكتشافه
اكتشف الكهف أثناء تجول مجموعة من الجولاين في ديسمبر 1993 على حافة محجر «مندنباخ»، حيث عثر الجوالة على مدخل باه تلبيد طبيعي، ولهذ سمي «كهف أدفنت» لاكتشافه في وقت أعياد مولد السيد المسيح Adventhöhle . وبعد التفاهم بين السلطات وصاحب المحجر بدأت دراسة المنطقة، وجد في الكهف بقايا عظام من حيوانات ثديية عاشت في تلك المنطقة خلال العصر الجليدي، وعلى الأخص من الدببة.
ثم اكتشف مدخل آخر في مايو 1994 بالقرب من كهف أدفنت ويؤدي إليها، وسمي مدخل «هيربست لابيرنت». وامتشف في هذا النظام على جحرات واسعة، أكبرها ما يسمى «كنوبفنهاله»، وقد سميت بها الاسم لما وجد فيها من عقد صغيرة ملبدة (مبلورة) بأعداد كثيرة. وينتمي إليها جزء نفق يبلغ عرضه بين 6 إلى 8 أمتار وارتفاعه 4 متر ويمتد بطول عدة مئات الأمتار، وسمي «هسن تونل» (نفق هسن)، وبهذا يسمى «نطام هيربست لابيرند أدفنت-هوهله».

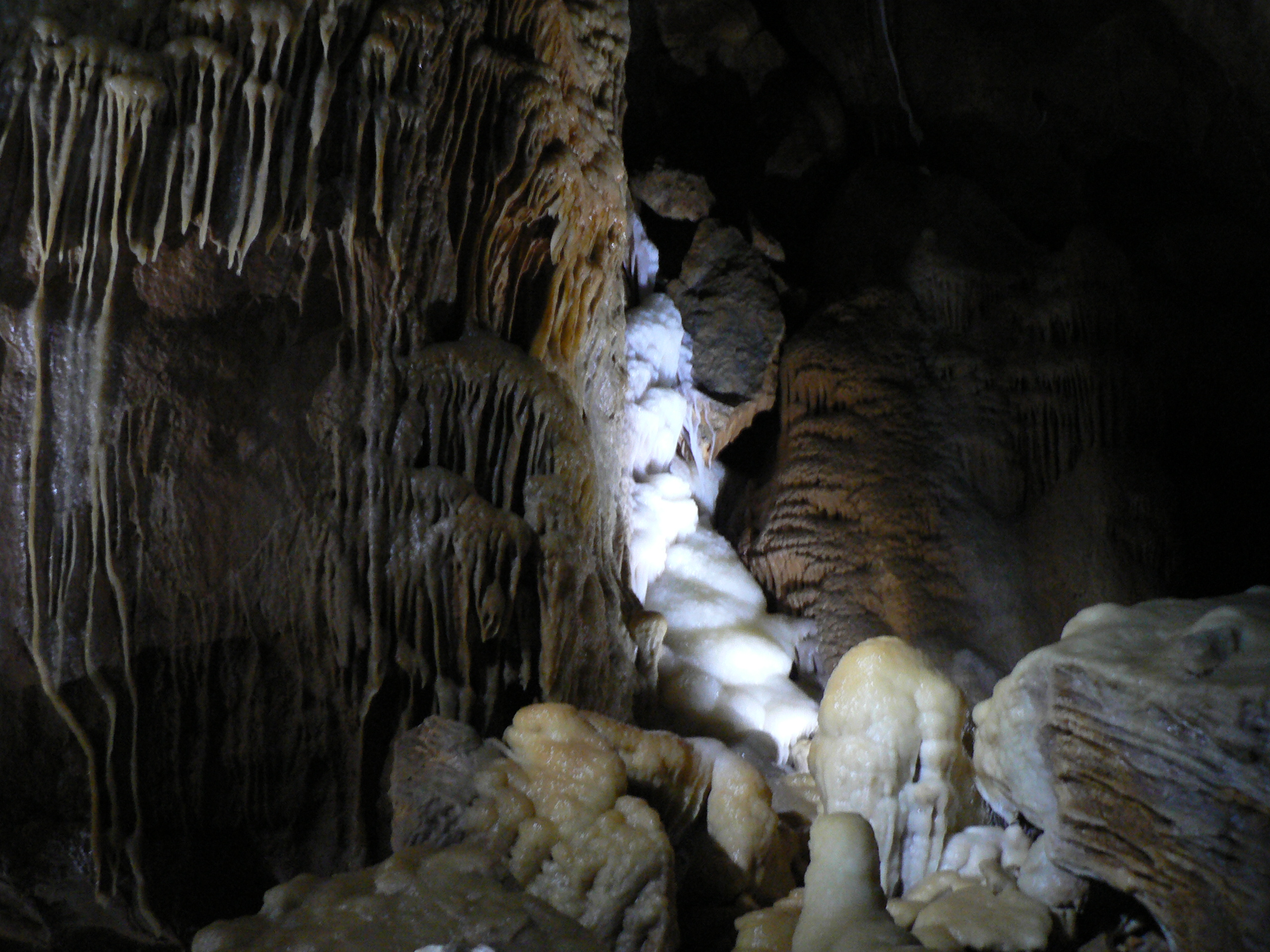
Sinterorgel in der Knöpfchenhalle

استمرت الدراسات حتى أوائل 1997عام حيث اكتشفت مغارات جديدة. وفي عام 1999 أعلن نظام الكهف كمحمية طبيعية، مع بقاء أعمال المحجر.

## اقرأ أيضا
- كهف أتا
- مغارة فينجروتن (أو مغارة الحوريات)
- كهف شيلات

‌